# Claudia Nystad
Claudia Nystad (nacida como Claudia Künzel, Zschopau, RDA, 1 de febrero de 1978) es una deportista alemana que compitió en esquí de fondo. 
Participó en cuatro Juegos Olímpicos de Invierno, obteniendo en total seis medallas: oro en Salt Lake City 2002, en la prueba por relevos (junto con Manuela Henkel, Viola Bauer y Evi Sachenbacher), dos platas en 2006, en velocidad individual y en el relevo (con Stefanie Böhler, Viola Bauer y Evi Sachenbacher-Stehle); oro y plata en Vancouver 2010, en velocidad por equipo (junto con Evi Sachenbacher-Stehle) y en el relevos (junto con Katrin Zeller, Evi Sachenbacher-Stehle y Miriam Gössner), y bronce en Sochi 2014, en la prueba de relevo (junto con Nicole Fessel, Stefanie Böhler y Denise Herrmann).
Ganó cuatro medallas en el Campeonato Mundial de Esquí Nórdico entre los años 2003 y 2009.

## Palmarés internacional
| Juegos Olímpicos   | Juegos Olímpicos                | Juegos Olímpicos  | Juegos Olímpicos     |
| Año                | Lugar                           | Medalla           | Prueba               |
| ------------------ | ------------------------------- | ----------------- | -------------------- |
| 2002               | Salt Lake City (Estados Unidos) | Medalla de oro    | Relevo 4 × 5 km      |
| 2006               | Turín (Italia)                  | Medalla de plata  | Velocidad individual |
| 2006               | Turín (Italia)                  | Medalla de plata  | Relevo 4 × 5 km      |
| 2010               | Vancouver (Canadá)              | Medalla de oro    | Velocidad por equipo |
| 2010               | Vancouver (Canadá)              | Medalla de plata  | Relevo 4 × 5 km      |
| 2014               | Sochi (Rusia)                   | Medalla de bronce | Relevo 4 × 5 km      |
| Campeonato Mundial |                                 |                   |                      |
| Año                | Lugar                           | Medalla           | Prueba               |
| 2003               | Val di Fiemme (Italia)          | Medalla de oro    | Relevo 4 × 5 km      |
| 2003               | Val di Fiemme (Italia)          | Medalla de plata  | Velocidad individual |
| 2007               | Sapporo (Japón)                 | Medalla de plata  | Velocidad por equipo |
| 2007               | Sapporo (Japón)                 | Medalla de plata  | Relevo 4 × 5 km      |
| 2009               | Liberec (República Checa)       | Medalla de plata  | Relevo 4 × 5 km      |